# Interstate 205 (Californië)
Interstate 205 (I-205) is een korte Interstate highway in de Amerikaanse staat Californië. I-205 verbindt I-5 met I-580 in de San Joaquin Valley. De snelweg is, samen met I-5 en I-580, een van de drie benen van een driehoek rond de stad Tracy. Toen de snelweg in december 1970 geopend werd, verving ze een straat door het centrum van Tracy die tot 1927 (toen de Carquinezbrug opende) de belangrijkste verbinding tussen Sacramento en de San Francisco Bay Area was. Die straat, 11th Street, draagt nu de highwaynaam Interstate 205 Business.